# Sarita Phongsri
Sarita Phongsri –en tailandés, สริตา ผ่องศรี– (12 de octubre de 1991) es una deportista tailandesa que compitió en taekwondo.
Ganó una medalla de plata en el Campeonato Mundial de Taekwondo de 2009, y una medalla de bronce en el Campeonato Asiático de Taekwondo de 2014. En los Juegos Asiáticos de 2010 consiguió una medalla de oro.

## Palmarés internacional
| Campeonato Mundial  | Campeonato Mundial     | Campeonato Mundial | Campeonato Mundial |
| Año                 | Lugar                  | Medalla            | Categoría          |
| ------------------- | ---------------------- | ------------------ | ------------------ |
| 2009                | Copenhague (Dinamarca) | Medalla de plata   | –53 kg             |
| Juegos Asiáticos    |                        |                    |                    |
| Año                 | Lugar                  | Medalla            | Categoría          |
| 2010                | Cantón (China)         | Medalla de oro     | –53 kg             |
| Campeonato Asiático |                        |                    |                    |
| Año                 | Lugar                  | Medalla            | Categoría          |
| 2014                | Taskent (Uzbekistán)   | Medalla de bronce  | –53 kg             |